# Wilhelm Staehle
Wilhelm Staehle (n. 20 de noviembre de 1877, Neuenhaus - f. 23 de abril de 1945, Berlín) fue oficial alemán de la Abwehr, opositor al nazismo y miembro del complot del 20 de julio de 1944.
Creció en una familia de militares y después del bachillerato en Osnabrück estudió en la Academia MIlitar. Fue enviado a la China entre 1900-1902 a la Guerra de los bóxers. Peleó en el frente occidental durante la Primera Guerra Mundial. 
Fue destacado en Münster, Bélgica y Holanda. En 1928 esposó a Staehle Hildegard Stille y en 1931 se retiró del ejército.
De 1935 a 1937 enseñó en la Academia Militar Prusiana.
Calvinista y conservador, ambos apoyaron inicialmente al nacionalsocialismo hasta que entró en contacto con 
Martin Niemöller y Carl Friedrich Goerdeler; participando activamente en el Círculo de Solf.
Participó en los fallidos atentados contra Hitler de 1943 y julio de 1944. Fue arrestado y juzgado por Roland Freisler, condenado a muerte fue fusilado en Berlín el 23 de abril de 1945 en el grupo que integraron el disidente Friedrich Justus Perels y Klaus Bonhoeffer y Rüdiger Schleicher.

## Literatura
- Helmut Lensing, Wilhelm Staehle und die Niederschlagung des chinesischen Boxeraufstandes - eine unbekannte Episode aus dem Leben des späteren Widerstandskämpfers, in: Bentheimer Jahrbuch 1997 (= Das Bentheimer Land Bd. 139), Bad Bentheim 1996, S. 181-214.
- Ger van Roon: Wilhelm Staehle. Ein Leben auf der Grenze 1877 - 1945 München 1969, (fotomechanischer Nachdruck Neuenhaus 1986)
- Ger van Roon: Oberst Wilhelm Staehle. Ein Beitrag zu den Auslandskontakten des deutschen Widerstandes In: Vierteljahrshefte für Zeitgeschichte Bd. 14/1966, München 1966, S. 209-223.
- Ger van Roon, Staehle, Wilhelm, in: Studiengesellschaft für Emsländische Regionalgeschichte (Hrsg.), Emsländische Geschichte Bd. 7, Dohren 1998, S. 263-267.
- Peter Steinkamp: Rettungswiderstand: Helfer in Uniform, in: Johannes Tuchel (Hrsg.): Der vergessene Widerstand – Zu Realgeschichte und Wahrnehmung von Opposition und Widerstand gegen den Nationalsozialismus. (Dachauer Symposien zur Zeitgeschichte, Bd. 5) Göttingen 2005, S. 140-157
- Gerd Steinwascher, Eine bürgerliche Widerstandsgruppe im Kreis Grafschaft Bentheim in der NS-Zeit, in: Bentheimer Jahrbuch 1996 (= Das Bentheimer Land Bd. 135), Bad Bentheim 1995, S. 207-220.

## Enlaces
- Staehles Biographie auf der Website der Studiengesellschaft Emsland-Bentheim
- Staehles Kurzbiographie auf der Website der Gedenkstätte Deutscher Widerstand
- Der Staehleweg in Berlin und sein Namensgeber

- Datos: Q98263
- Multimedia: Wilhelm Staehle / Q98263